# 마니자 탈라시
마니자 탈라시(페르시아어: منیژه تلاش, Manizha Talash, 2002년 12월 22일~  )는 아프가니스탄의 여성 브레이킹 선수이다. 2024년 하계 올림픽 브레이킹 종목에 난민 선수단으로 참가했다.

## 생애
2002년 아프가니스탄 카불에서 태어났다. 18세가 되던 해에 페이스북을 통하여 브레이킹을 접했다. 약 3개월간 영상을 찾아 보다가 직접 해보기로 결심했다. 해당 영상에서 나온 사람과도 연락이 닿았고, 카불에서 활동중인 브레이킹 팀에도 참여하게 되었다. 당시 브레이킹 팀에는 남자만 55명 이었고 여자는 탈라시가 유일했다. 가족이나 학교에서는 여성이라는 이유로 할 수 없다고 했지만 해당 팀에서는 할 수 있다고 용기를 주었다. 탈라시는 아프가니스탄의 최초 여성 브레이킹 선수로 알려졌고, 여성이 춤을 추는것에 부정적인 아프가니스탄 사회에서 여러 어려움에 처했다. 수 차레 살해 위협을 받았고 소속된 팀이 3번이나 테러의 표적이 되기도 했으며 이중 2번은 성공해 여러 명이 사망하기도 했다. 이러한 상황 속에서도 탈라시는 춤을 추는것을 계속 하겠다고 답했다. 춤을 출 때에는 고민이나 나쁜 생각이 들지 않았다고 했다.
하지만 2021년 탈레반이 카불을 장악했고 여성의 문화활동 등을 금지시키자 탈라시는 남동생과 함께 국경을 넘어 파키스탄으로 도망갔다. 여권도 없이 파키스탄 여기저기 떠돌아 다녔으며 이후 난민 신분으로 스페인으로 이주했다. 우에스카라는 도시에서 거주하며 미용실에 취직했다. 스페인에서 만난 사람들이 탈라시의 사연을 듣고 계속해서 춤을 출 수 있게 도와주었으며 국제올림픽위원회(IOC) 관계자에게도 해당 소식에 전해졌다. 해당 시점에서 브레이킹 예선 접수는 늦었지만 올림픽 난민 재단의 도움으로 난민 선수단으로 참가할 수 있게 되었다. 또한 스페인 올림픽 위원회의 도움으로 아프가니스탄에 남아있던 가족들과도 다시 만날 수 있었다.
올림픽 브레이킹 비걸 종목 예선전, 네덜란드의 인디아 사르조에의 경기 도중 '아프가니스탄 여성에게 자유를' 이라는 메세지가 적힌 망토를 두르는 퍼포먼스를 보였다. 경기는 패배했으며 이후 대회 조직위원회는 IOC가 금지한 정치적 의사 표현으로 보고 실격 처리했다. 비록 실격처리되었으나 탈라시는 본인의 행동에 대해 자랑스러워했다. '사람들에게 불가능한 것이 없다는 것을 보여주고 싶었다' 라고 답했다.

## 같이 보기
- 2024년 하계 올림픽 난민 선수단
- 2024년 하계 올림픽 브레이킹 비걸